# Интравенозна инфузия
Интравенозната инфузия (на латински: infusio; на английски: infusion) представлява вливане (въвеждане) във венозната система на различни инфузионни разтвори, които не увреждат тъканите, не променят осмотичното налягане на кръвта и бързо се резорбират от организма в количество над 100 мл. за по-продължително време.

## Цели на инфузионното вливане
Провежда се предимно с лечебна цел. Вливането на различни разтвори в кръвоносните съдове позволява бързо и ефективно да се въздейства на различни звена, на нарушеното вътретелесно равновесие на организма.
- за поддържане на нормалния обем и състав на телесните течности
- за нормализиране на водно-електролитното равновесие в организма (особено при диабетна ацидоза, алкалоза, кома, бъбречни и чернодробни заболявания)
- за корекция на киселинно-алкалния обмен
- за лечение на нарушените функции на сърцето, белите дробове, пикочоотделителната система, стомашно-чревния тракт и ендокринната система
- за осигуряване на адекватен метаболизъм чрез внос на енергетични, градивни вещества, витамини и др.

## Показания
- при неприемане или недостатъчно приемане през устата на храна, вода, електролити:
- при големи загуби на вода (дехидратация) и електролити, които не могат да бъдат компенсирани;
- в предоперативно, периоперативно и постоперативно поддържане на жизнените функции;
- при остри нарушение в състава и обема на телесните течности;
- остри хемодинамични разстройства;
- шок
- обилни повръщания и диарии;
- при болни с голяма загуба на кръв – различни кръвоизливи, травми, изгаряния;
- при тежки отравяния;
- при тежки инфекции;
- при силно понижение на кръвното налягане от различно естество, шок: травматичен, алергичен, септичен.

## Противопоказания
Противопоказания абсолютни не съществуват, но относителни такива са:
- напреднала атеросклероза;
- тежка сърдечна и бъбречна недостатъчност;
- хипертония;
- хеморагична диатеза (предразположеност към кървене);
- оток на мозъка;
- декомпенсация.

## Изисквания към инфузионните разтвори
- да са стерилни;
- да са приготвени с двойно дестилирана апирогенна вода;
- да са със стайна температура;
- да се употребяват веднага след отваряне, еднократно;
- да не действат пряко върху кръвта (хемолиза, съсирване);
- да са в срок на годност и без утайка.

## Видове инфузионни разтвори
Според осмоларитета:
- Изотонични – осмотичното налягане е еднакво с това на кръвта.
- Хипотонични – осмотичното налягане е по-малко от това на кръвта.
- Хипертонични – осмотичното налягане е по-голямо от това на кръвта.

Според състава:
- Колоидни (плазмозаместители) – успешно заместат кръвта и плазмата. В практиката се използват желатинови декстринови разтвори.
- Препарати за парентерално хранене – заместване на хранителната функция на кръвта. Показан е при неприемане на храна през последните 7-10 дни и при наличие на недохранване (загуба на над 10% телесна маса). Такива разтвори за парентералното хранене са:
  - въглехидратни – глюкоза, левулоза
  - белтъчни – които добре се понасят от организма и не кумулират – хидролизин, алвезин
  - аминокиселинни – аминостерил 10 %
  - мастни емулсии – липофлондин
  - специални разтвори – това са перитониална диализа, амонячна интоксикация. Най-често се използва Манитол 10, 18 и 25 %

## Видове инфузии
Видове инфузии според мястото на приложение:
- Интравенозни инфузии – най-често използваният, най-удобният и най-ефективният. Извършва се по капковия метод. Местата за извършване са същите както при венозната инжекция – обикновено на лакътните вени.
- Интраартериални инфузии – прилагат се само под формата на консервативна терапия при артериални смущения на крайниците или при операция на артериалните съдове.
- Подкожни инфузии – по-рядко се прилагат; използват се само в гериатрия, и то при случаи на тежка дехидратация, когато не може да се намери венозен съд.
- Ректални инфузии – използват се под формата на медикаментозни клизми.

## Необходими принадлежности
1. Табличка
2. Бъбрековидно легенче
3. Лигнин
4. Памучни тампони
5. Спирт
6. Стерилни марли
7. Банка / Сак с инфузионен разтвор
8. Абокат
9. Лейкопласт
10. Система за еднократна употреба
11. Спринцовка с хепаринизиран разтвор на NaCl 0,9 %
12. Ръкавици
13. Есмарх
14. Статив
15. Картонче

## Начин на извършване
1. Приготвят се всички необходими пособия
2. Болният заема легнало положение
3. Отваря се системата
4. Затваря са дозатора
5. Със спирт се почиства банката
6. Поставя се система в банката и иглата за въздух
7. Объщаме системата и напълваме 2/3 от чорапчето
8. Над бъбрековидното легенче се освобождава нагоре кранчето и се обезвъздушава
9. Затваря се кранчето
10. Върху системата се залепва левкопласт, на който се пише имаето на болния и номера на стаята и леглото
11. Банката се поставя на статива
12. Отново се проверява дали е изгонен въздуха
13. Ако пациента има абокат системата се свързва към него, ако не:
14. Пристягаме ръката с есмарх
15. Почистваме кожата със спирт
16. Фиксираме добре вената
17. Иглата се въвежда 2/3 от нея
18. Освобождаваме есмарха
19. Пускаме системата да тече
20. Фиксираме иглата с левкопласт
21. Ако има мехурче, трябва да отиде до гумената струя, спира се кранчето, изгонва се въздуха и се съединява отново
22. Когато махаме системата, държим с палеца на лявата ръка абоката или иглата и се притиска с памук